# Herrenberg
Herrenberg är en stad i Landkreis Böblingen i regionen Stuttgart i Regierungsbezirk Stuttgart i förbundslandet Baden-Württemberg i Tyskland.
Kommunen ingår tillsammans med kommunerna Deckenpfronn och Nufringen i kommunalförbundet Stadt Herrenberg.